# Selonianos
Los selonianos fueron un grupo tribal de los pueblos bálticos que actualmente se encuentran extintos. Vivieron hasta el siglo XV en Selonia, al sureste de Letonia y noreste de Lituania y se unieron con tribus vecinas participando en la etnogénesis de letones y lituanos.